# Cuzina
Cuzina (en italià Santa Maria Coghinas) és un municipi italià, dins de la província de Sàsser. L'any 2007 tenia 1.439 habitants. Es troba a la regió d'Anglona i s'hi parla gal·lurès. Limita amb els municipis de Bortigiadas (OT), Bulzi, Perfugas, Sedini, Valledoria i Viddalba.

## Administració
| Període | Identitat                   | Partit        |
| ------- | --------------------------- | ------------- |
| 2006-   | Giovanna Bartolomea Oggiano | Llista cívica |